# Famille d'Hérail de Brisis
La famille d'Hérail de Brisis, anciennement d'Herail, est une famille subsistante de la noblesse française, d'ancienne extraction sur preuves de 1452, originaire de Ponteils-et-Brésis en Languedoc.

## Histoire
Cette famille est maintenue noble le 10 décembre 1668 par Bazin de Bezons, intendant du Languedoc, sur preuves de 1452 ; puis le 25 février 1699 par Basville et enfin en 1704. Des preuves de 1541 sont apportées le 2 janvier 1708 pour les pages de la Grande Écurie.
Le plus ancien document connu de cette famille est le contrat de mariage de Jean Hérail, écuyer, et de Gabrielle de Budos, le 30 octobre 1452.
Jacques d'Hérail prend le premier le titre de seigneur et de vicomte de Brisis, dans son contrat de mariage avec Anne de La Tour-Gouvernet, fille du marquis de la Charce, le 20 juin 1635.

### La Garde-Guérin
La Garde-Guérin est le fief tenu par la famille d'Hérail de Brisis. C'est un village fortifié situé en Occitanie où quatre familles, les Hérail, les Gaucelmes, les Bertrand et les Gaules permettaient de maintenir la paix dans le village.

### Château de Brisis
La famille d'Hérail de Brisis possède le château de Brésis depuis plus de 600 ans. Il a été construit au XIIe siècle pour la surveillance du pont sur la Cèze en surplombant la rivière. Il est situé sur les bords de la Cèze au diocèse d'Uzès dans la paroisse de Ponteils-et-Brésis. Ses vestiges sont inscrits à l'inventaire des monuments historiques depuis le 25 juillet 1997. Un projet de « faire renaître le château dans son identité » est soutenu par une association en 2023,

## Descendance de Jean d'Hérail
La descendance de Jean d'Hérail est connue par les travaux de l'historien et généalogiste Louis de La Roque puis par les actes d'état civil depuis le XVIIIe siècle.
- Jean d'Hérail épouse Catherine de Ceneuil en 1323.
  - Jean d'Hérail épouse Caparège de Rotonde en 1348.
    - Louis d'Hérail épouse Alasie de Johannas.
      - Jean d'Hérail épouse Hélix de Cubières du Chaylar en 1398.

### Filiation prouvée
- Jean d'Hérail épouse Gabrielle de Budos le 30 octobre 1452.
  - Jean d'Hérail épouse Louise de Merle le 21 novembre 1491.
    - Jean d'Hérail épouse Honorade de l'Estang de Parade.
      - Baptiste d'Hérail épouse Jeanne de Grimoard-Beauvoir du Roure le 11 janvier 1561.
        - Jean d'Hérail épouse Marguerite de Brueis le 1er mai 1614.
          - Jacques d'Hérail épouse Jeanne de La Tour-Gouvernet le 20 juin 1635.
            - Félix-Scipion d'Hérail épouse Jeanne de Saunier le 16 mai 1690.
              - Jean d'Hérail épouse Marguerite de Castanier le 28 septembre 1705.
                - Antoine (1713-1783) d'Hérail épouse Virginie Viacava-Grimaldi le 16 novembre 1749.
                  - Jérôme d'Hérail épouse Angélique Sanguinetti le 27 avril 1797.
                    - Charles d'Hérail de Brisis (1814-1882), capitaine, chevalier de la Légion d'honneur (12 décembre 1851), officier de la Légion d'honneur (17 mai 1864). Il épouse à Paris le 19 juin 1852 Elisa Fanny Laurens.
                      - Charles d'Hérail de Brisis (1852-1926), chef de bataillon. Il épouse le 9 octobre 1889 à Grenoble, Delphine Élisabeth Marthe Saillard. Puis le 17 février 1898 il épouse Marguerite Favier du Noyer de Lescheraine.
                        - d'où descendance au XXIe siècle[1].

## Armes, devise

### Armes
« D'azur à un navire d'or, fretté, habillé et équipé d'argent flottant sur une mer du mesme ».

### Devise
La devise Nec Carybdis, neque Scylla se traduit en français « Ni Charybde, ni Scylla ».

## Alliances
Les principales alliances de la famille d'Hérail de Brisis sont : de la Garde de Chambonas, Grimoard-Beauvoir du Roure, de La Tour-Gouvernet, de Narbonne, etc.

## Pour approfondir